# 木寺宮邦康親王
木寺宮邦康親王（きでらのみや くにやすしんのう）は、室町時代の皇族。後二条天皇皇子邦良親王の玄孫で、世平王の末子。木寺宮家4代当主。兄に承道法親王・明仁法親王、子に静覚法親王（師熙親王）らがいる。
祖父邦恒王、父世平王がともに親王宣下を受けずに失脚・早世し、大覚寺統の嫡流を汲む木寺宮家は断絶に瀕していた。しかし、永享年間に後光厳院流の皇胤が払底したため、兄の承道・明仁が後小松上皇の猶子となり相次いで門跡を継承。享徳2年（1453年）12月に子の師熙（後の静覚法親王）も後花園天皇の猶子として仁和寺に入室した。康正元年（1455年）2月、既に40歳に達していた邦康はようやく後崇光院の猶子として親王宣下を蒙った。ただ、立親王には特別な事情があったらしく、邦康は宣旨を「密儀内々に伝え進らすべし」と要請している。同年10月には元服、同時に三品・中務卿に叙任された。
実は宣下の前々年である享徳2年（1453年）9月に、仁和寺の御室で一品親王・准后となっていた承道法親王が亡くなり、甥である静覚法親王が御室を継ぐことが決まったが、仁和寺側が新御室の箔付けのためにその実父である邦康の親王宣下を望んだからと言う。実際、宣下に必要な費用などの準備は静覚法親王が手配したのだという（『康富記』康正元年10月28日条）。ただし、法親王はまだ17歳であるため、実質は全て仁和寺側が手配したと考えられる。
同じ大覚寺統の常盤井宮家と比較しても、当主が40歳まで出家や元服をせずに冷遇されていたのは異例で、当時の公家社会では無名の存在であったことが窺える。親王宣下で日の目を見たのも一時に終わり、その後の事績は判然としない。文明4年（1472年）8月、三品中務卿として源満仲に従二位を追贈する旨の位記を伝宣しているのが恐らく終見であろう。程なく木寺宮家は京都での消息が途絶え、宮家としては廃絶した。子孫は遠江に下向したとの説もある。